# Johannes Herbert
Johannes Herbert (Groß-Zimmern, Alemania, 28 de octubre de 1912-Stuttgart, 30 de diciembre de 1978) fue un deportista alemán especialista en lucha libre olímpica donde llegó a ser medallista de bronce olímpico en Berlín 1936.

## Carrera deportiva
En los Juegos Olímpicos de 1936 celebrados en Berlín ganó la medalla de bronce en lucha libre olímpica estilo peso gallo, tras el sueco Ödön Zombori (oro) y el estadounidense Ross Flood (plata).